# Hieracium megacephalum
Hieracium megacephalum es una especie de planta con flor del género Hieracium, de la familia Asteraceae, orden Asterales.

## Distribución
Hieracium megacephalum se distribuye por Estados Unidos.

## Taxonomía
Fue descrita científicamente por Nash.